# Booboo Stewart
Nils Allen „Booboo” Stewart Jr. (ur. 21 stycznia 1994 w Beverly Hills) – amerykański aktor filmowy i telewizyjny, artysta sztuk walki, kaskader, piosenkarz, tancerz, model i producent filmowy.

## Życiorys
Urodził się w Beverly Hills, w stanie Kalifornia jako syn Renee Stewart (z domu Yee) i Nilsa Allena Stewarta, Sr., profesjonalnego kaskadera. Ma trzy siostry: Trent ‘Fivel’, Megan i Sage. Jest pochodzenia japońskiego, chińskiego i koreańskiego ze strony matki oraz pochodzenia rosyjskiego, szkockiego i ludów tubylczych ze strony ojca. W wieku trzech lat zaczął trenować sztuki walki; wygrał Mistrzostwa Świata Juniorów Sztuk Walki w 2002 i 2003, został wprowadzony do Galerii Sław Juniorów Czarnego Pasa. Był członkiem hip-hopowo-popowej grupy T-Squad wytwórni Walt Disney Records i koncertował z Cheetah Girls, The Jonas Brothers i Miley Cyrus. Jest ambasadorem gwiazd w USA Child Help.

## Filmografia
Filmy fabularne
- Następcy 3 (2019) jako Jay
- Następcy 2 (2017) jako Jay
- „Dominion” (2015) jako Marek
- Następcy (2015) jako Jay
- X-men: Przeszłość, która nadejdzie (2014) jako Warpath
- Odmieniec (White Frog) (2012) jako Nick Young
- Saga Zmierzch: Przed Świtem part 2 (Twilight Saga: Breaking Dawn) (2012) jako Seth Clearwater
- Saga Zmierzch: Przed Świtem part 1 (Twilight Saga: Breaking Dawn) (2011) jako Seth Clearwater
- Smitty (2010) jako Peabo
- Logan (2010) jako Ben
- Dark Games (2010) jako Jake Wincott
- Saga Zmierzch: Zaćmienie (Twilight Saga: Eclipse) (2010) jako Seth Clearwater
- American Cowslip (2009) jako Cary
- Piąte: Nie zabijaj (Fifth Commandment)  (2008) jako Młoda szansa
- Uncle P (2007) jako Dzieciak na rowerze
- The Last Sentinel (2007) jako Młody Tallis
- 18 Palców Śmierci (18 Fingers of Death!) (2006) jako Młody Buford
- 666: The Child (2006) jako Dziecko
- The Conrad Boys (2006) jako Ben Conrad
- Pit Fighter (2005) jako Vendor
- Yard Sale (2004) jako mały chłopiec

Seriale
- Powodzenia, Charlie! (Good Luck Charlie) (2012) jako Kai
- CSI: Kryminalne zagadki Miami (CSI: Miami) (2010) jako Kenny Turner
- Ostry dyżur (ER) (2005) jako Power Ranger
- Hotel Dante (Dante’s Cove) (2005) jako Stephen
- Z kopyta (Kickin It) (2012) jako Carson Hunter
- Julie and the Phantoms (2020) jako Willie